# Еду Бедія
Едуардо Бедія Пелаес  (ісп. Eduardo Bedia Peláez, нар. 23 березня 1989, Сантандер), відомий як Еду Бедія (ісп. Edu Bedia) — іспанський футболіст, півзахисник індійського клубу «Гоа».
Виступав за низку іспанських клубних команд і молодіжну збірну Іспанії.

## Клубна кар'єра
Народився 23 березня 1989 року в Сантандері. Вихованець футбольної школи місцевого «Расінга». Дорослу футбольну кар'єру розпочав 2008 року в основній команді того ж клубу, в якій провів чотири сезони, взявши участь у 63 матчах Ла-Ліги. Частину 2011 року провів на правах оренди у друголіговій «Саламанці».
2012 року перейшов до «Еркулеса», за який провів сезон у тій же Сегунді, а наступний рік відіграв на тому ж рівні за команду «Барселона Б».
Влітку 2014 став гравцем німецького «Мюнхена 1860», представника Другої Бундесліги, утім у Німеччині не закріпився і за рік повернувся на батьківщину, де продовжив грати у Сегунді, спочатку за «Реал Ов'єдо», а згодом за «Реал Сарагоса».
2017 року перебрався до Індії, уклавши контракт з місцевим клубом «Гоа».

## Виступи за збірні
2009 року провів п'ять ігор у складі юнацької збірної Іспанії (U-20), а також дві гри за молодіжну збірну Іспанії.

## Титули і досягнення
- Володар Суперк Кубка (1):

«Гоа»: 2019
Збірні
- Переможець Середземноморських ігор: 2009